# پدیده بستر مرگ

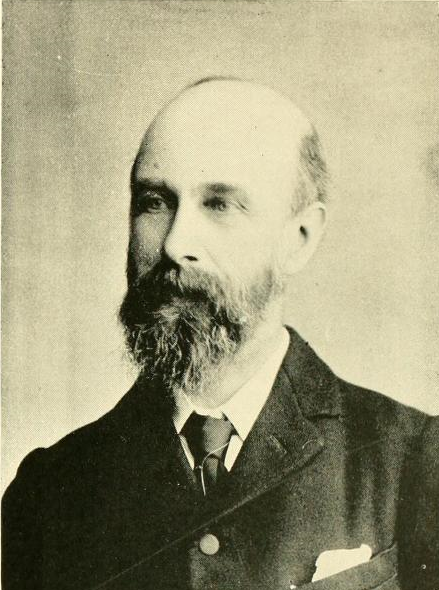
ویلیام فورت برت، از اولین محققان «پدیده بستر مرگ»

پدیده بستر مرگ (ادراکات بستر مرگ، مشاهدات بستر مرگ) اشاره دارد به طیفی از تجارب افراد پیش از مرگ. نمونه‌های زیادی از پدیده بستر مرگ در متون افسانه ای و غیر افسانه ای وجود دارد که نشان می‌دهد این اتفاقات قرن‌ها مورد توجه فرهنگ‌های مختلف در سراسر جهان بوده‌است؛ هرچند مطالعهٔ علمی این پدیده امری تازه است. در نوشته‌های علمی این نوع تجارب را با عنوان «تجارب حسی مربوط به مرگ» (DRSE) مطرح می‌کنند. بیماران رو به مرگ، مشاهدات آرامش بخشی را به کارکنان بیمارستان گزارش داده‌اند.